# 加雷什尼察
加雷什尼察是克羅地亞的城鎮，位於該國中部薩瓦河北岸平原，距離庫蒂納17公里，由別洛瓦爾-比洛戈拉縣負責管轄，海拔高度130米，2011年人口10,466。

## 外部連結
- Official Website of Garešnica（页面存档备份，存于）

45°34′N 16°56′E / 45.567°N 16.933°E